# Chaman-e Seyyed Moḩammad
Chaman-e Seyyed Moḩammad (persiska: Mazār Saīyīd Mūhammad, چَمَنِ سِيِّد مُحَمَّد, مَزارِ سِيِّد مُحَمَّد, Mazār-e Seyyed Moḩammad) är en ort i Iran.   Den ligger i provinsen Ilam, i den västra delen av landet, 600 km väster om huvudstaden Teheran. Chaman-e Seyyed Moḩammad ligger 719 meter över havet och antalet invånare är 196.
Terrängen runt Chaman-e Seyyed Moḩammad är kuperad.Runt Chaman-e Seyyed Moḩammad är det ganska tätbefolkat, med 149 invånare per kvadratkilometer. Chaman-e Seyyed Moḩammad är det största samhället i trakten. Omgivningarna runt Chaman-e Seyyed Moḩammad är i huvudsak ett öppet busklandskap.